# Papaina
La papaina è un enzima proteolitico, appartenente alla classe delle idrolasi, che si estrae dal frutto immaturo della papaia (Carica papaya). La papaina fu isolata per la prima volta da C. papaya nel 1879 ed è stata spesso usata come modello negli studi di struttura per altre proteasi, come la bromelina.
Catalizza l'idrolisi di proteine, con alta specificità per i legami peptidici, ma con preferenza per gli amminoacidi con catena laterale ingombrante in posizione P2. Non accetta Val in posizione P1.

## Caratteristiche
Possiede un'azione digestiva superiore alla pepsina e alla pancreatina, si comporta come la bromelina dell'ananas.
Questo enzima è in grado di agire ottimalmente in tutto il range di pH, non avendo quindi un intervallo ottimale di pH come gli altri enzimi.

## Applicazioni
La papaina è largamente impiegata nel settore medico e fitoterapico. Assunta durante il processo digestivo di proteine, sciogliendo gli albuminoidi e convertendoli in peptoni (in sostanze cioè facilmente solubili e diffusibili, capaci quindi di essere assorbite e assimilate), si comporterà come un agente catalitico agendo come un mezzo acido, alcalino o neutro. Ciò è importantissimo per chi soffre di problemi digestivi a causa della mancanza degli enzimi nell'organismo e di bassa produzione di acido cloridrico nello stomaco. 
La papaina è da taluni considerata un integratore ideale per chi soffre di problemi digestivi.
In passato veniva usata come surrogato dei fermenti gastrici.
Inoltre viene utilizzata in prodotti cosmetici per la depilazione avendo il potere di ritardare gradualmente la ricrescita dei peli del corpo.
Viene utilizzata anche nel settore alimentare, ad oggi a livello perlopiù sperimentale, ad esempio per l'intenerimento delle carni.